# Johann Baptist Wenzel Bergl
Pour les articles homonymes, voir Bergl.
Johann Baptist Wenzel Bergl (23 septembre 1719 à Königinhof an der Elbe, Région de Hradec Králové, en République tchèque et mort le 15 janvier 1789 à Vienne) est un peintre actif en Autriche. Élève de Paul Troger, puis de Franz Anton Maulbertsch.